# 信息公平
信息公平是指在一定的历史背景及物质条件下，处于信息活动中的人们以公平、正义、平等理念为价值尺度来反映社会主体间信息关系的平衡状态的价值/话语表述。依具体的情境不同，它可被视为一种价值期望、一种制度理念、一种关系状态，等等。